# Hippodamia glacialis
Hippodamia glacialis je druh brouka z čeledi slunéčkovití. Je to původní druh v Severní Americe, v kanadských provinciích Alberta a Saskatchewan je tento druh zařazen mezi zranitelné taxony.

## Popis
Délka těla Hippodamia glacialis se pohybuje v rozmezí 5,5–8 mm. Krovky jsou oranžé se 4 černými skvrnami v zadní části krovek; horní dvě skvrny jsou mírně vlnité pruhy, spodní dvě jsou oválné skvrny. Občas se nacházejí další dvě drobné černé skvrny na okrajích krovek u pronota. Počet skvrn a jejich umístění avšak záleží na poddruhu (výše zmíněný popis odpovídá nominátnímu poddruhu glacialis). Hlava i pronotum jsou černé, pronotum má bílý okraj a dvě sbíhavé bílé linky. Nohy jsou černé.

## Rozšíření
Hippodamia glacialis je severoamerický druh, preferuje prérie a pole, často je spojován se zlatobýlem.

## Potrava
Stejně jako další druhy z čeledi slunéčkovití se Hippodamia glacialis živí mšicemi, dále se živí larvami mandelinkovitých brouků z rodu Trirhabda.

## Poddruhy
Hippodamia glacialis má 3 uznávané poddruhy:
- Hippodamia glacialis ssp. extensa – Sanfranciský záliv, krovky bez skvrn s výjimkou jednoho černého pruhu u pronota[4]
- Hippodamia glacialis ssp. glacialis – od Velkých planin po Atlantský oceán (kromě Texasu a jihovýchodního USA); nominátní poddruh, popis viz výše[5]
- Hippodamia glacialis ssp. lecontei – od Skalnatých hor po jih Kalifornie, popis stejný jako u poddruhu glacialis, navíc má avšak ještě pruh u pronota, někdy má tento pruh trojúhelníkovitý tvar[6]